# 1452.
◄ | 14. stoljeće | 15. stoljeće | 16. stoljeće | ►
◄ | 1420-ih | 1430-ih | 1440-ih | 1450-ih | 1460-ih | 1470-ih | 1480-ih | ►
◄◄ | ◄ | 1449. | 1450. | 1451. | 1452. | 1453. | 1454. | 1455. | ► | ►►
Arhitektura • Astronomija • Glazba • Knjige • Književnost • Kršćanstvo • Medicina • Pravo • Promet • Slikarstvo • Znanost

## Rođenja
- 10. ožujka – Ferdinand II. Aragonski, španjolski kralj († 1516.)
- 15. travnja – Leonardo da Vinci, talijanski slikar, arhitekt, izumitelj, glazbenik, kipar, pripovjedač, matematičar i inženjer.
- Savonarola

## Vanjske poveznice
|  | Zajednički poslužitelj ima još gradiva o temi 1452. |